# Agnes von Lichtenberg II.
Agnes von Lichtenberg II. OCist (* vor 1390; † 15. Jahrhundert) war eine deutsche Zisterzienserin und Äbtissin des Zisterzienser-Klosters Lichtenthal.

## Leben
Agnes von Lichtenberg und ihre Schwester Mechtild von Lichtenberg werden erstmalig in einer Urkunde vom 18. Dezember 1390 als Konventualinnen im Kloster Lichtenthal erwähnt. Nach dem Lichtenberger Geschlechterregister waren beide Töchter der Adelheid von Helfenstein und des Symon (Sigismund) von Lichtenberg († 1380). Nach dem neuen Lichtenthaler Äbtissinnenverzeichnis stand Agnes von Lichtenberg dem Kloster Lichtenthal zwischen 1429 und 1436 (anderen Quellen zufolge zwischen 1428 und 1438) als regierende Äbtissin vor.